# Classe Sukanya

La classe Sukanya  est une série de Patrouilleur extracôtier construite au  chantier naval Korea Tacoma (maintenant Hanjin Group) pour la marine indienne. Les navires de la classe de Sukanya portent le nom de femmes remarquables issues d'épopées indiennes. Six navires restent actifs au sein de la marine indienne. Le INS Sarayu (P54) a été vendu en  2000 à la marine srilankaise et porte désormais le nom de SLNS Sayura (P620).

## Historique
La classe Sukanya a de grandes coques, bien que légèrement armées, car les navires sont utilisés principalement pour la patrouille au large de la zone économique exclusive de l'Inde. Cependant, ils peuvent être lourdement armés et transformés en frégates légères en cas de besoin. Deux navires de la classe, Subhadra et Suvarna ont été utilisés comme bancs d'essai pour l'installation du système de lancement de missiles balistiques Dhanush. Cela comprend la plate-forme de stabilisation pour permettre aux navires de lancer les missiles dans des conditions de mer difficile.
Sarayu a été vendue au Sri Lanka et rebaptisée SLNS Sayura. Il a été l'ancien navire amiral de la marine srilankaise et a obtenu plusieurs victoires navales remarquables contre la branche navale (Sea Tigers) des rebelles du LTTE (Tigres de libération de l'Îlam tamoul) .

## Unités
| Nom          | N° coque | Builder                    | Port d'attache         | Lancement       | Mis en service   | Statut                                            | Photo |
| ------------ | -------- | -------------------------- | ---------------------- | --------------- | ---------------- | ------------------------------------------------- | ----- |
| INS Sukanya  | P50      | Korea Tacoma               | Bombay                 | 1989            | 31 août 1989     | Actif                                             |       |
| INS Subhadra | P51      | Korea Tacoma               | Bombay                 | 1989            | 25 janvier 1990  | Actif                                             |       |
| INS Suvarna  | P52      | Korea Tacoma               | Bombay                 | 22 août 1990    | 4 avril 1991     | Actif                                             |       |
| 'INS Savitri | P53      | Hindustan Shipyard         | Visakhapatnam          | 23 mai 1989     | 27 novembre 1990 | Actif                                             |       |
| INS Sarayu   | P54      | Hindustan Shipyard Limited | Trinquemalay Sri Lanka | 16 octobre 1989 | 8 octobre 1991   | Vente à la Marine srilankaise en 2000 SLNS Sayura |       |
| INS Sharada  | P55      | Hindustan Shipyard Limited | Kochi                  | 22 août 1990    | 27 octobre 1991  | Actif                                             |       |
| INS Sujata   | P56      | Hindustan Shipyard Limited | Kochi                  | 25 octobre 1991 | 3 novembre 1993  | Actif                                             |       |

## Galerie

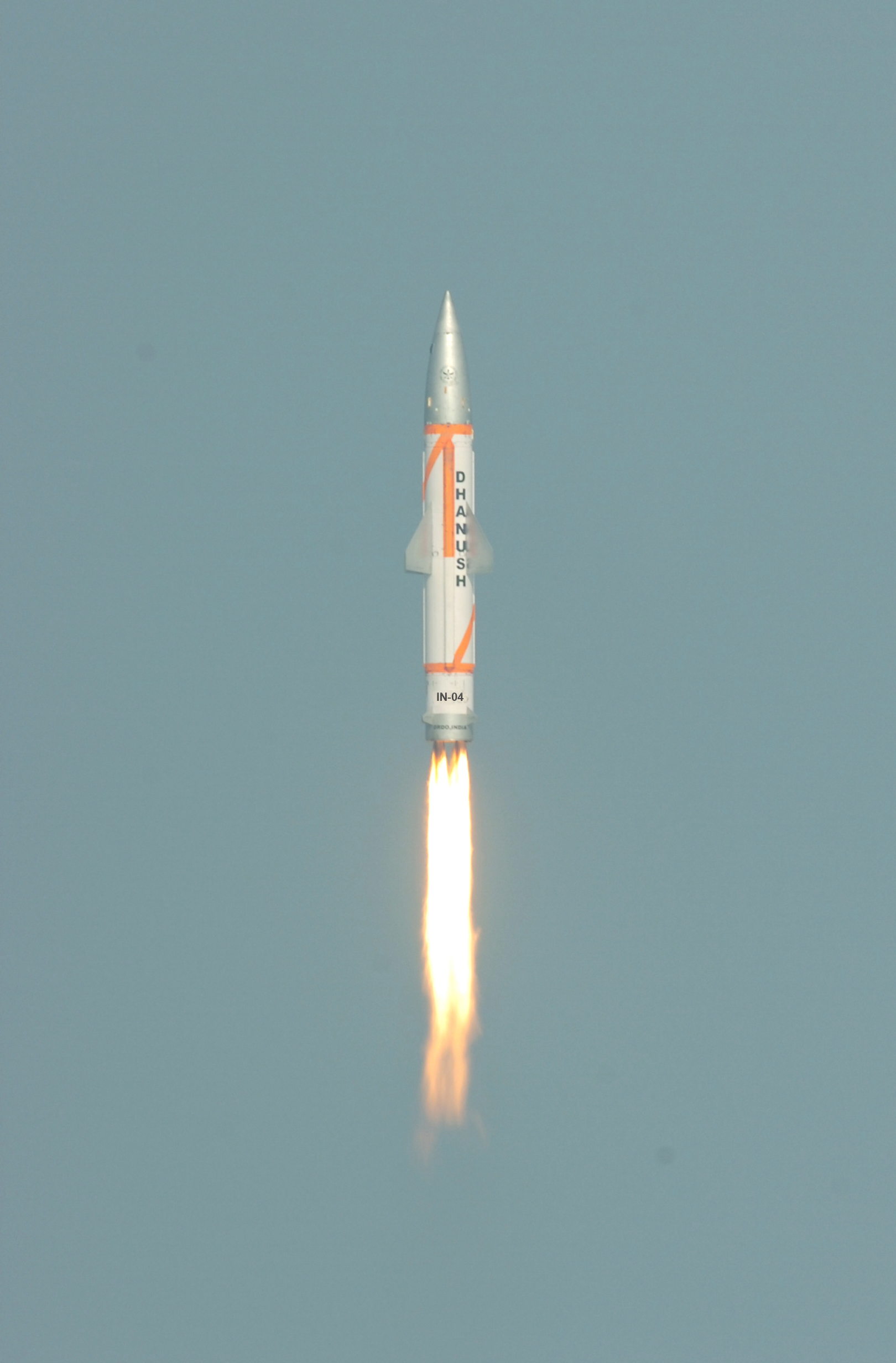
Missile Dhanush
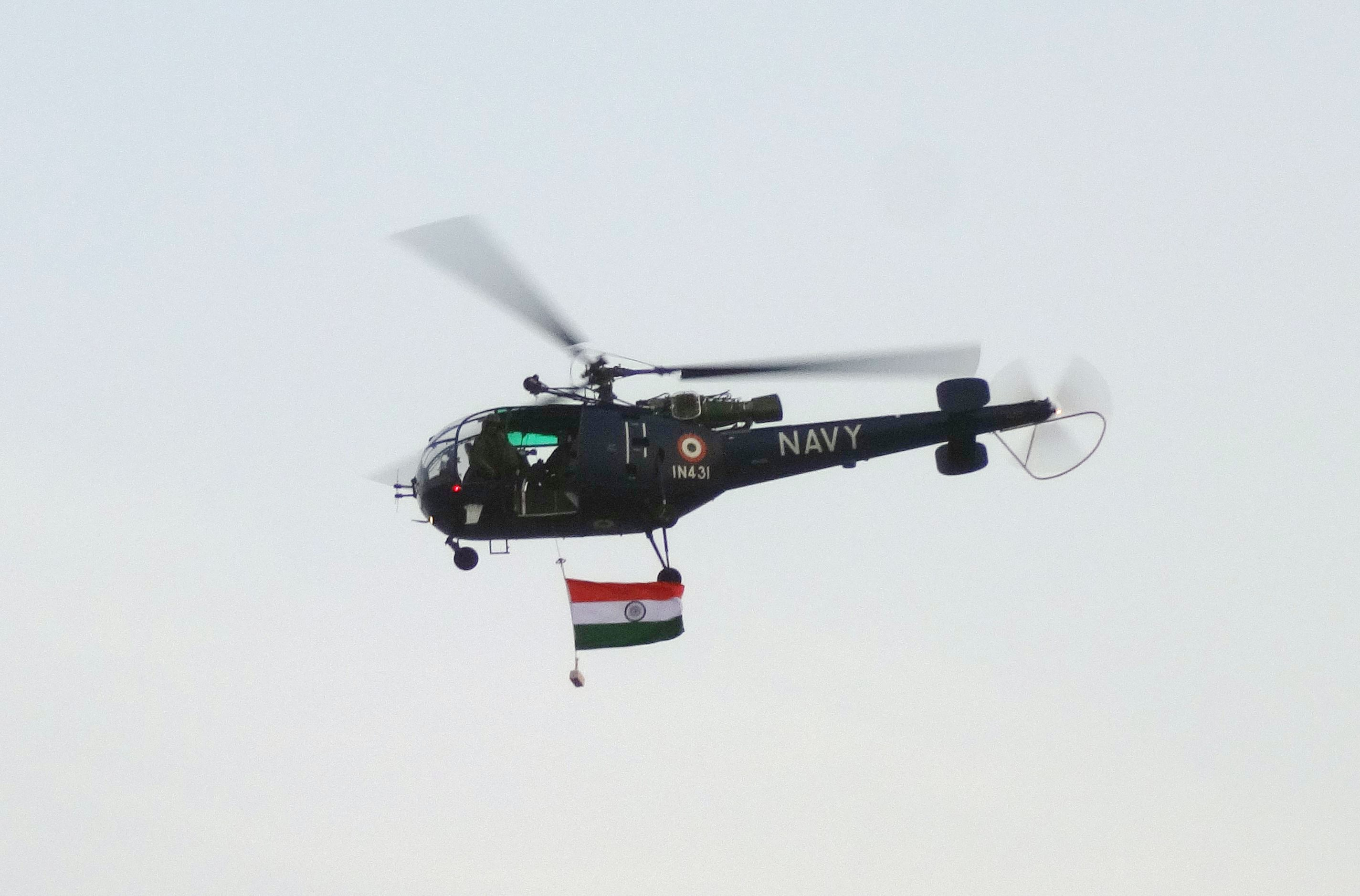
HAL Chetak